# Dipartimento di Taabo
Il dipartimento di Taabo è un dipartimento della Costa d'Avorio situato nella regione di Agnéby-Tiassa, distretto di Lagunes.
Nel censimento del 2014 è stata rilevata una popolazione di 56.422 abitanti. 
Il dipartimento è suddiviso nelle sottoprefetture di Pacobo e Taabo.